# Тіттертен
Тіттертен (нім. Titterten) — громада  в Швейцарії в кантоні Базель-Ланд, округ Вальденбург.

## Географія
Громада розташована на відстані близько 55 км на північ від Берна, 10 км на південь від Лісталя.
Тіттертен має площу 3,7 км², з яких на 6,3% дозволяється будівництво (житлове та будівництво доріг), 56,8% використовуються в сільськогосподарських цілях, 36,7% зайнято лісами, 0,3% не є продуктивними (річки, льодовики або гори).

## Демографія
2019 року в громаді мешкало 419 осіб (+0,7% порівняно з 2010 роком), іноземців було 11%. Густота населення становила 113 осіб/км².
За віковим діапазоном населення розподілялося таким чином: 19,3% — особи молодші 20 років, 57,3% — особи у віці 20—64 років, 23,4% — особи у віці 65 років та старші. Було 185 помешкань (у середньому 2,2 особи в помешканні).
Із загальної кількості 109 працюючих 25 було зайнятих в первинному секторі, 17 — в обробній промисловості, 67 — в галузі послуг.